# Arenal (kommun i Colombia, Bolívar, lat 8,34, long -74,11)
Arenal är en kommun i Colombia.   Den ligger i departementet Bolívar, i den norra delen av landet, 400 km norr om huvudstaden Bogotá. Antalet invånare är 15 414.